# Milan Mitrović
Milan Mitrović (in serbo Милан Митровић?; Prokuplje, 2 luglio 1988) è un calciatore serbo, difensore del Radnički Kragujevac.